# Mandrillus

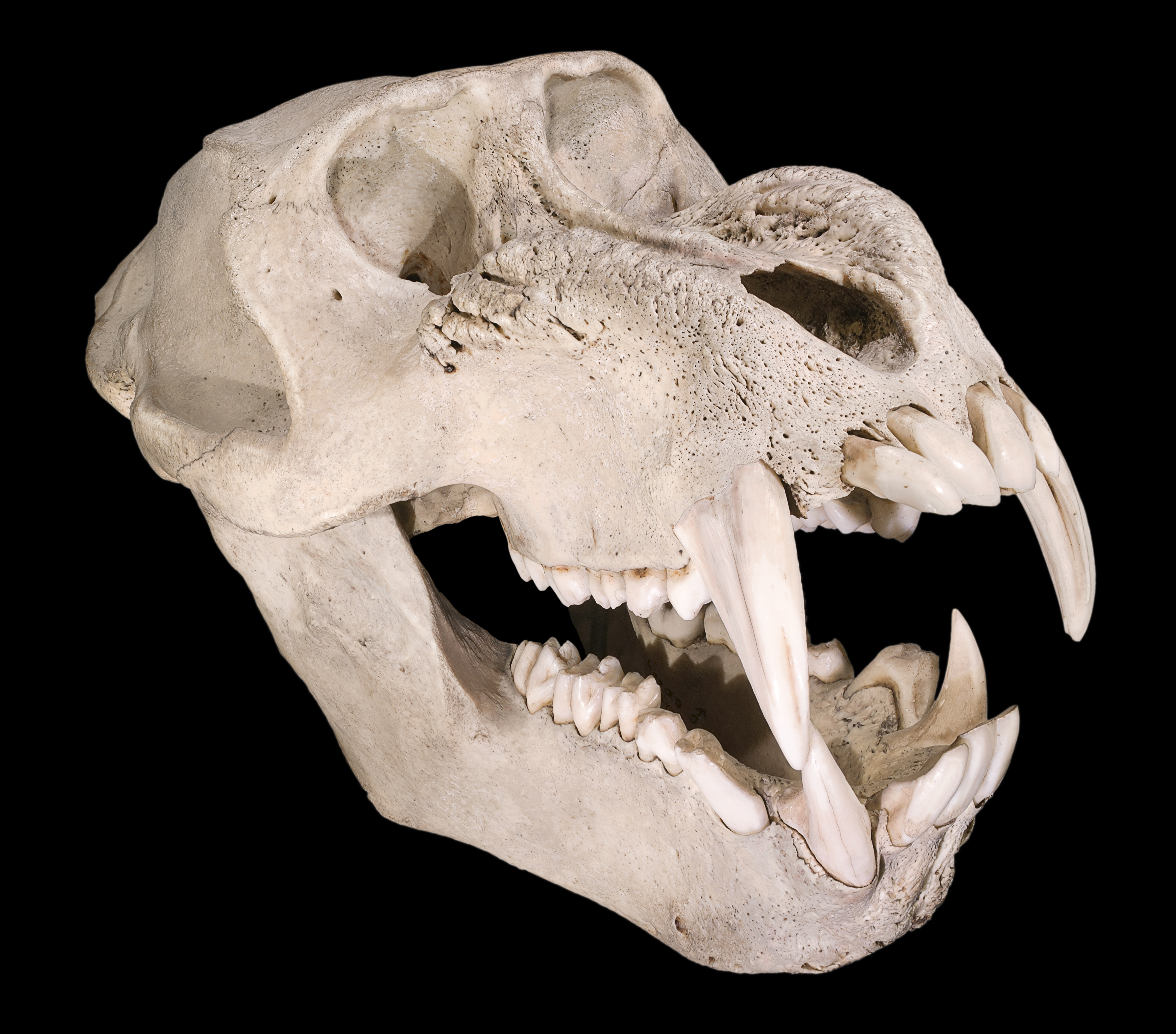
Mandrillo maschio, cranio.

Mandrillus (Ritgen, 1824)  è un genere di primati della famiglia dei Cercopithecidae.

## Descrizione
I primati di questo genere raggiungono le massime dimensioni tra i non ominidi. La lunghezza del corpo può variare tra 61 e 76 cm. I maschi pesano circa il doppio delle femmine: mentre queste ultime pesano in media 11,5 kg, la media per i maschi è circa 25 kg, ma vi sono individui che possono raggiungere i 50 kg.
L'aspetto è caratterizzato da solchi, creste, criniere e varie colorazioni che sono diverse per le due specie.

## Distribuzione e habitat
La specie è diffusa in Africa centrale: l'areale comprende il Camerun, il Congo, la Guinea Equatoriale, il Gabon e la Nigeria.
L'habitat è la foresta pluviale tropicale.

## Biologia
L'attività si svolge prevalentemente al suolo. La dieta è varia e comprende, oltre a frutta, semi e altri alimenti vegetali, piccoli animali e in particolare termiti.
Formano gruppi abbastanza numerosi che controllano vaste aree. La comunicazione è soprattutto visuale.

## Sistematica
Il genere comprende due specie:
- Mandrillus sphinx - mandrillo
- Mandrillus leucophaeus - drillo